# 萬山 (成化進士)
萬山（1432年—？），字壽夫，湖廣黃州府麻城縣人，明朝政治人物。進士出身。

## 生平
湖廣鄉試第六十名。成化二年（1466年）丙戌科會試第九十二名，殿試登進士第三甲第五十六名。

## 家族
曾祖萬仁淑。祖父萬必明。父亲萬鏞。